# Gratamahuis
Het Gratamahuis is een voormalig herenhuis in de Nederlandse stad Assen.

## Beschrijving
Het huis werd rond 1810 aan de zuidzijde van de Vaart gebouwd in opdracht van rechter Sibrand Gratama. Naast rechter was hij redacteur van de Provinciale Drentsche en Asser Courant. De drukkerij van de krant werd door zoon Jan in 1858 achter het huis gevestigd.
Het huis had een symmetrische voorgevel, met in het middenrisaliet een drie traveeën brede entree. Boven de deur was een balkon aangebracht, deze is later verdwenen. Het oorspronkelijke huis werd aan het begin van de 20e eeuw in drieën gesplitst. In het linkerdeel werd in 1919 een rijwielhandel gevestigd, het rechterdeel werd in 1924 verbouwd voor een melksalon. Door de bouw van de winkelpui in 1924 werd de symmetrie van de gevel verbroken. 
In het midden van de twintigste eeuw was het pand eigendom van de Nederlands Hervormde Kerk die het hernoemde tot Julianagebouw.
Tussen 1974 en 2011 was het pand ingebruik als kerkgebouw van Pinkstergemeente Nathanaël. De voormalige drukkerij deed dienst als kerkzaal. Achter de zijgevel (nr.11) zat een aan de kerk verwante christelijke boekwinkel. In 1976 werd achter de voormalige drukkerij een nieuwe grotere kerkzaal gebouwd die heden ten dage niet meer bestaat en ruimte voor een parkeerplaats heeft gemaakt.
Het pand is onderdeel van het beschermd stadsgezicht en is een erkend rijksmonument. Het gebouw wordt thans gebruikt voor bewoning en heeft zijn oorspronkelijke naam terug.